# Minggugong
Minggugong of Mingpaleis is het oude paleiscomplex van keizer Hongwu van de Ming-dynastie. Hongwu was de eerste keizer van deze dynastie. Toen zijn zoon, keizer Yongle, de troon betrad, werd Nanjing opgeheven als hoofdstad. De hoofdstad werd verplaatst naar Beijing. Hierdoor werd ook Minggugong als hoofdresidentie van de keizer opgeheven. De Verboden Stad werd de nieuwe keizerlijke zetel. Minggugong werd in de 14e eeuw gebouwd. In 1644 werd het paleis verwoest door de Mantsjoe van de nieuwe Qing-dynastie.
Toen Nanjing hoofdstad werd van Republiek China, ontstonden er plannen om het Mingpaleis als centrum te beschouwen voor de plaatsing van allerlei overheidsinstanties van de Republiek. Door geldtekort en oorlog werden deze plannen als snel van tafel gehaald. Aan het einde van de Republiek op het Chinese vasteland, werd een deel van het Mingpaleis gebruikt als vliegveldje.
Sinds 2006 staat het op de Chinese lijst van nationaal beschermde erfgoederen. Tot op heden zijn diverse poorten (Donghuamen, Wumen, Xi'anmen), muren en stenen wegen van het paleis nog bewaard gebleven. Ook is er nog steeds een authentieke brug met de naam Wulong (五龙桥), wat "vijf draken" betekent.

## Paleispoorten
- Wumen (午门), hoofdpoort van het paleis dat nog steeds bestaat
- Donghuamen (东华门)
- Xihuamen (西华门)
- Hongwumen (洪武门)
- Donganmen (东安门)
- Xi'anmen (西安门)
- Bei'anmen (北安门)

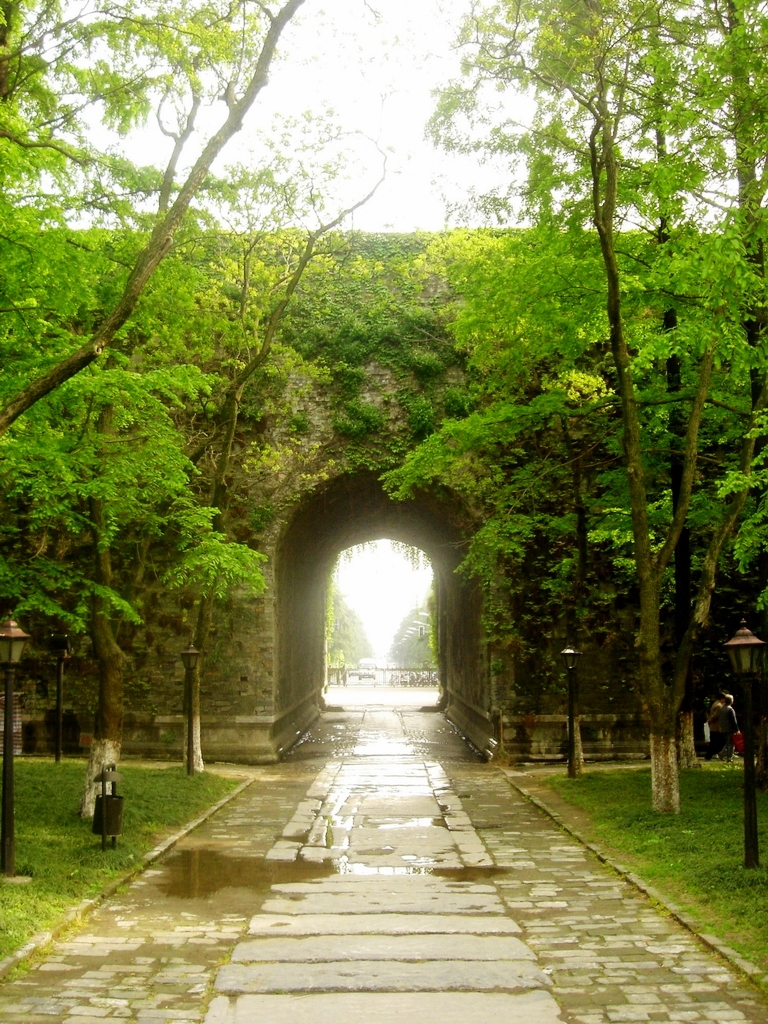
Wumen
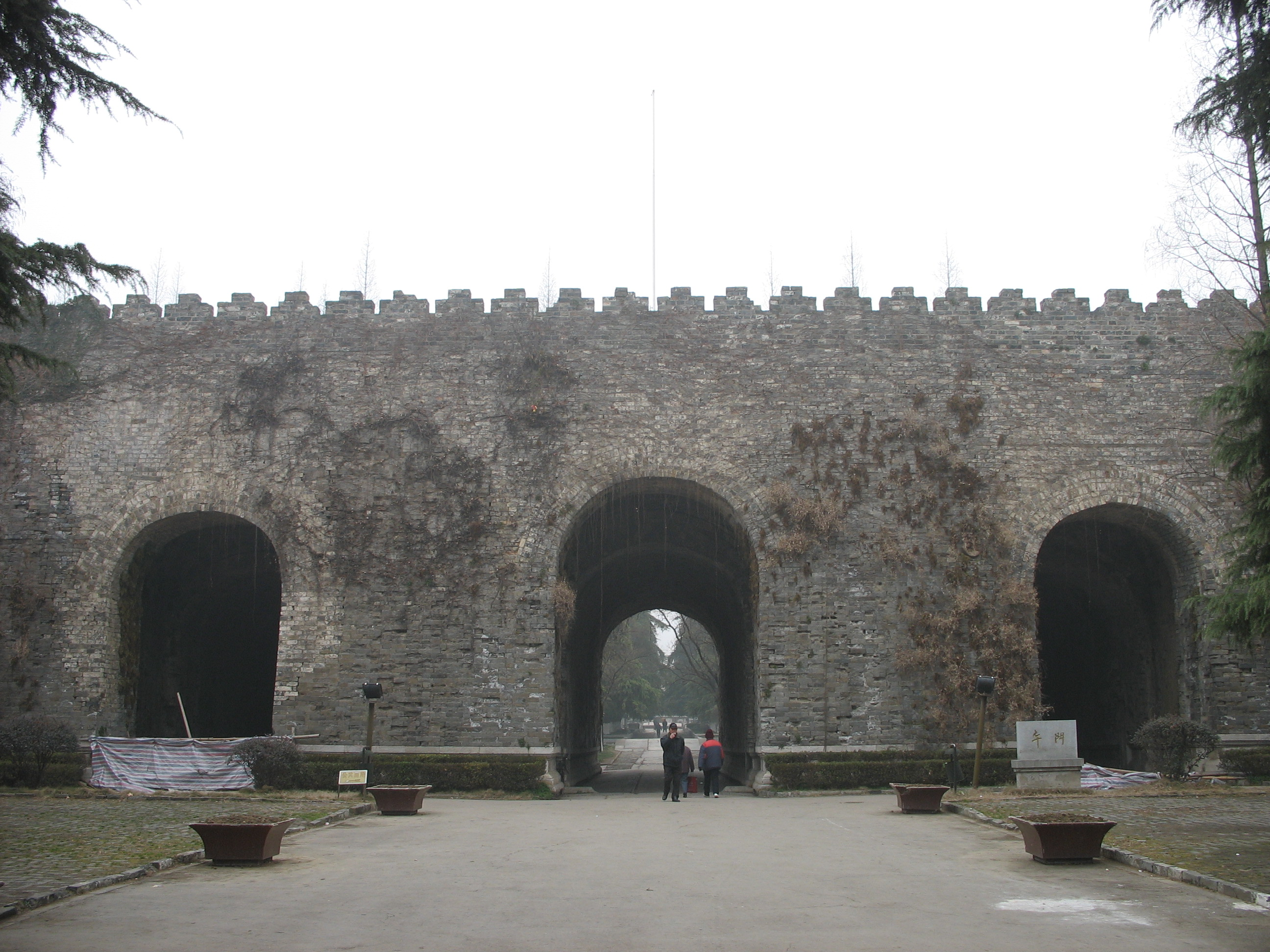
Wumen
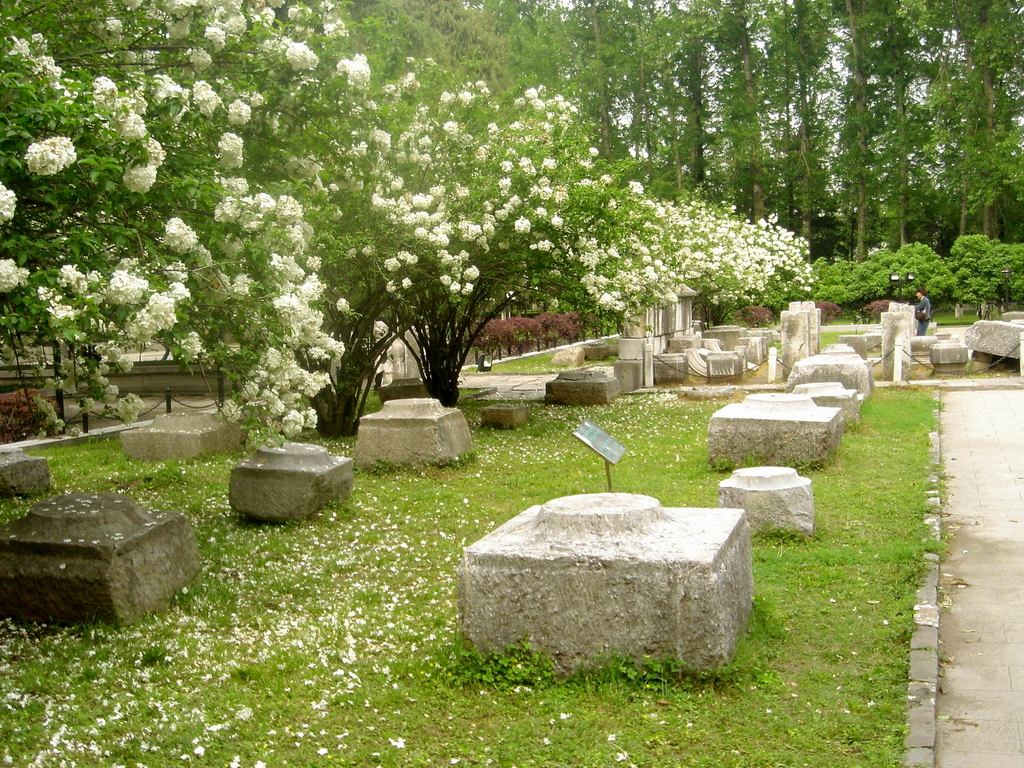
pilaarvoeten
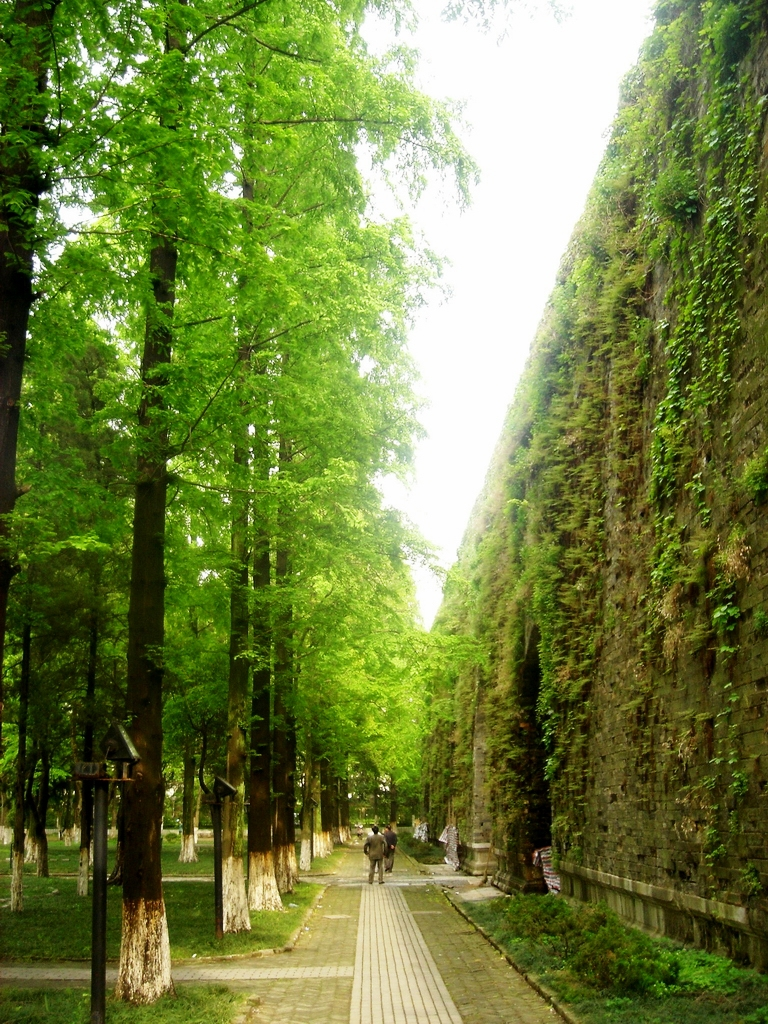
Wumenpark
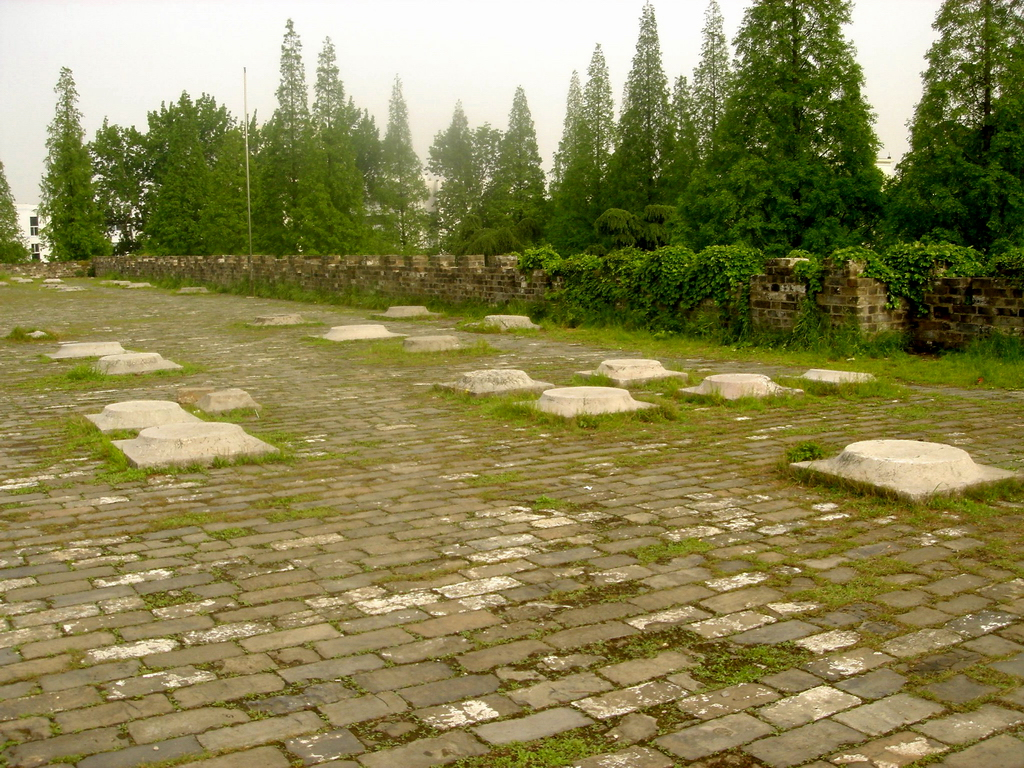
pilaarvoeten
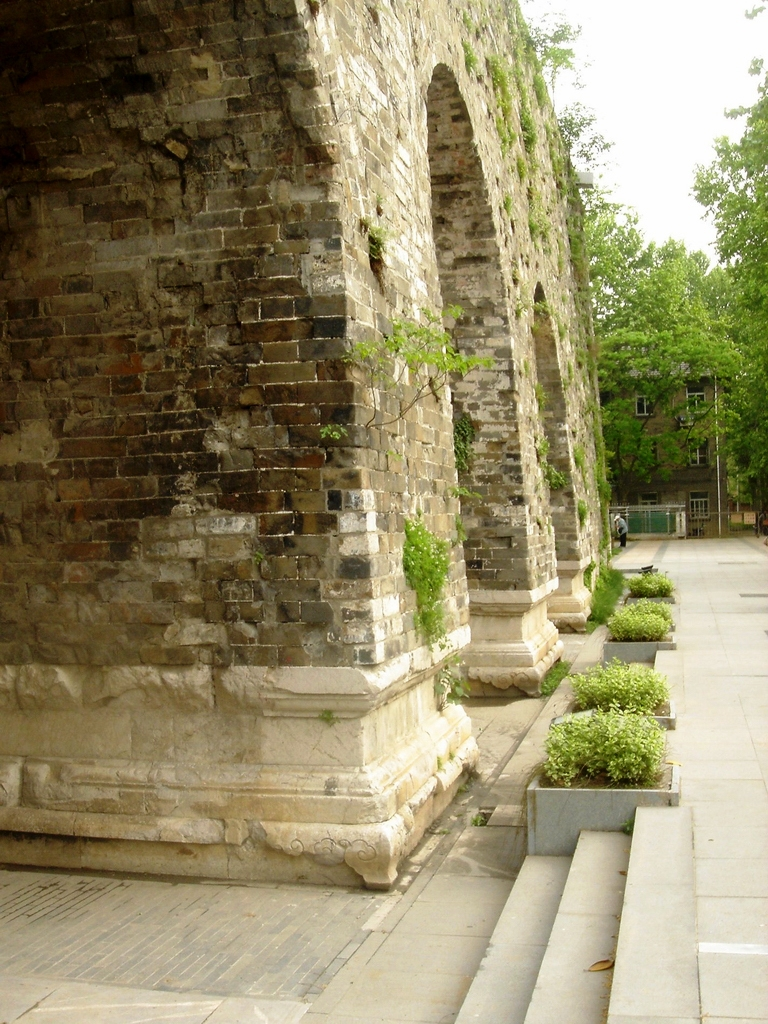
Donghuamen